# Conjunto Arqueológico de Fuente Álamo
El yacimiento arqueológico de Fuente Álamo es uno de los elementos patrimoniales de mayor importancia de la provincia de Córdoba. El yacimiento se encuentra dentro del término municipal de Puente Genil (Córdoba), a unos 3 km al noroeste del núcleo urbano, limítrofe con el municipio de Aguilar de la Frontera, y dentro del espacio natural conocido como Los Arenales. La principal vía de acceso al centro de visitantes se realiza por la CO-6224. 
Las investigaciones llevadas a cabo durante varias décadas han permitido sacar a la luz a un conjunto arqueológico que se remonta, al menos, al siglo I d. C.  De estas primeras fechas son los restos arqueológicos correspondientes al Balneum, un conjunto de instalaciones dedicadas al esparcimiento y disfrute de los habitantes de los principales núcleos urbanos de la zona, Ipagrum (Aguilar de la Frontera) y Astapa-Ostipo (Estepa) y de aquellos que transcurrirían por una de las principales desviaciones de la Vía Augusta. Dicha desviación tendría lugar en Corduba, que comunicaría con Antikaria (Antequera) y esta con Malaca (Málaga). Posteriormente, y tras una breve fase de semi-abandono se edificaría sobre la instalación preexistente un imponente conjunto residencial o villa. amortizando parte de las estructuras previas y en otros casos, haciendo uso de los materiales constructivos para edificar nuevas áreas. Este es el principal elemento por el que es conocido el yacimiento y del cual podemos destacar el conjunto de mosaicos con el que se decoró la pars urbana de la villa. De entre ellos, sobresalen tres mosaicos denominados: Nilótico, Las Tres Gracias y El Triunfo de Baco. La última fase de actividad en el lugar vendría posterior al abandono definitivo de la villa, donde se mantuvieron algunas zonas con un uso residual en la tardoantigüedad. Esta última fase, correspondiente ya a períodos altomedievales, vendría dada por el uso y explotación agrícola de las tierras, evidencia de ello son los restos cerámicos hallados de época califal y la existencia de una almazara para la explotación del olivar. 

## Geología
El nombre Fuente Álamo le viene dado por una surgencia de agua en el enclave mismo del yacimiento y en torno a la cual, debemos hallar respuesta al motivo de la ocupación humana de esta zona en tiempos históricos. Actualmente el cauce se encuentra seco, debido a la sequía extrema y al agotamiento de los recursos hídricos del subsuelo.  Solo en épocas de grandes lluvias es posible contemplar el cauce natural de las aguas por la rambla, despareciendo por completo en períodos de estiaje. Nos encontramos dentro del marco geológico de la Campiña Alta, zona en la que se entremezclan las suaves ondulaciones del terreno en las cotas más bajas con los afloramientos de calizas en los puntos más altos. 
En general, los suelos están compuestos por margas blancas y limosas de origen terciario, algunos afloramientos de yesos y depósitos sedimentarios producidos durante el cuaternario, que constituyen los niveles superiores. El punto más alto de la zona lo tenemos que buscar en la Sierra del Castillo (Tajo de Peñarrubia, 511 m.s.n.m) la cual se desarrolla con una orientación Noroeste-Sureste en el extremo oriental del término municipal. Fuente Álamo se sitúa con una cota máxima de unos 300 msnm y una mínima en torno a los 100 msnm. 
Como no es de extrañar, la mayoría de los materiales empleados para la construcción del yacimiento han sido extraídos del entorno inmediato. Este hecho ha dotado a los elementos constructivos de las cualidades colorimétricas propias de la geología de la zona.

## Desarrollo de la investigación
El interés por la historia de Fuente Álamo tiene su origen en varios eruditos locales de finales del siglo XIX y principios del siglo XX. Contemporáneos a un fenómeno cultural caracterizado por el surgimiento de un profundo interés por la historia local, se realizan los primeros estudios de campo, además de las primeras colecciones documentales y materiales. De dicho interés debemos las primeras descripciones que Antonio Aguilar y Cano hace de los restos materiales que afloran en la superficie, así como dibujos y croquis de algunos restos muebles y mosaicos que no han pervivido hasta nuestros tiempos. No será, hasta finales del siglo XX cuando este interés se traslade a una auténtica intervención de carácter arqueológico, de cuyos frutos son los conocimientos que hoy se tienen.
Es en la década de los años 80 y 90 del siglo XX cuando se realizan las primeras intervenciones de carácter arqueológico con un perfil claramente científico y técnico. Debemos dichas intervenciones al arqueólogo local Alberto López Palomo que durante la década de 1980 y 1990 realizó varias intervenciones de urgencia con el fin de garantizar la documentación de los restos materiales que se encontraban en superficie, pues muchos de ellos peligraban ante la posibilidad de expolio y destrucción por las labores agrícolas. 
No es hasta los inicios del siglo XXI, cuando se planteó la necesidad de realizar una excavación general del yacimiento, así como de desarrollar un proyecto de puesta en valor y difusión del conjunto arqueológico. Consecuencia de dicho plan fue el proyecto de intervención arqueológica (dirigido por Alberto López Palomo) y musealización que dio lugar a las instalaciones de las que hoy goza el complejo. Con aquellas actuaciones se sacaron a la luz las distintas fases constructivas y habitacionales que se sucedieron en el lugar. Paralelas a la construcción del centro de visitantes y sus instalaciones aledañas, se realizaron varias excavaciones en las se intervino sobre la necrópolis, así como sobre otros restos edilicios que actualmente quedan fuera del complejo arqueológico.

## El yacimiento de Fuente Álamo

### Fase I (sigloId. C-sigloIIId. C).Balneum
Aprovechando el curso del arroyo que debió de discurrir de manera continua en la zona, se levantó a ambos márgenes del mismo una serie de instalaciones y servicios destinados al baño, el ocio y la higiene. El Balneum se distribuyó de manera que los juegos de aguas frías quedaron concentrados en el margen derecho, mientras que en el izquierdo se situaron los de las aguas calientes. 
En el extremo occidental del margen derecho se ha documentado una serie de dos estanques (sobre los que se registran varias fases constructivas) que sirvieron como depósitos de agua y que regulaban el flujo hacia un tercer estanque de mayores dimensiones. La canalización que debió de conducir el agua desde su curso natural hasta dichos depósitos ha desaparecido por completo, por lo que sólo podemos intuir por donde debió de transcurrir dicha obra. El tercer estanque, proyecta una forma circular rebasando los 180° de curvatura y con un diámetro de 16 m. Dichas dimensiones dotarían a este estanque o frigidarium de una capacidad de 200m³. La construcción se encontraba circundada en su cara interna por un banco corrido, que serviría de asiento al usuario y le permitiría cubrirse por el agua hasta la altura del cuello. Dicha instalación se encontraba abierta, dispuesta por un corredor de columnas realizadas con ladrillo y terminada en un techo a un agua. Desde el frigidarium se daba acceso a dos salas, de menor tamaño, dispuestas en torno a este, aunque con fases constructivas distintas. Los suelos de las dos estancias conservadas y del frigidarium están cubiertos por mosaicos polícromos y de detalles geométricos. Los muros, levantados mediante tapial y revestidos de estuco, están pintados en ambas caras, polícroma en la interior y monocroma en la exterior. Dicha piscina circular constituye un unicum dentro del conjunto de villae y de instalaciones hechas para dicho fin en la Península ibérica. 
En la zona oriental del margen derecho se conserva otra gran construcción, se trataría de una natatio. Un recinto habilitado para el nado, de forma rectangular y cuya cabecera termina en forma de ábside, tiene unas dimensiones de 18 x 6. 3m y una profundidad máxima de 1.5 m lo que la dotaría de una capacidad de 173.5 m³. Su construcción fue realizada mediante el uso de opus incertum a la que, posteriormente se le añadió un muro de refuerzo en sus márgenes sur y oeste.
En la margen izquierda, correspondiente al conjunto de instalaciones de las aguas calientes, nos encontramos con el hypocaustum del cual se conserva una gran parte y sólo el extremo más occidental de este se ha visto afectado por el expolio y por la construcción de un camino agrícola. También se ha podido documentar el praefurnium y el caldarium, así como una serie de piscinas de aguas calientes. Junto a estas instalaciones se registra lo que se ha entendido como un ninfeo. Una serie de estanques escalonados entre sí y con una extensión longitudinal de al menos 14 m. que dotarían al recinto de una serie de saltos de agua y fuentes que serían contemplados por los usuarios del complejo desde el frigidarium y la natatio.
El lapso de tiempo que debió de transcurrir entre el abandono del Balneum y el inicio de la construcción de la villa sería de unos 50 o 75 años a tenor de los datos cronológicos obtenidos del estudio y análisis tipológico del material cerámico, de las técnicas constructivas empleadas y de la amortización de las estructuras previas. Por otra parte, el excelente estado de conservación de algunos de los mosaicos hallados bajo las estructuras de la villa, reafirman este supuesto.
No menos importante es el qué motivó el abandono del centro. La teoría que más fuerza cobra en torno a los factores que obligaron a desalojar las instalaciones vienen de la mano del elemento que propició la construcción del mismo, el agua. Posiblemente, una serie de arriadas del cauce provocaron el colapso de las estructuras que canalizaban el agua hacia los estanques, o de los propios muros orientales del balneum obligando en un cierto momento a abandonar de manera definitiva las instalaciones en unas fechas que nos situarían en torno a la segunda mitad del siglo II y los inicios del siglo III d. C. El hecho, de que no se conserven apenas estructuras murarias o de otro tipo en el lugar por donde se traza el cauce seco del arroyo refuerza dicho supuesto.

### Fase II (sigloIVd. C-sigloVId.C.). Villa
El conjunto de estructuras que corresponderían con la villa romana (pars urbana y pars rustica) tienen, al menos, una extensión de 4000m2. Dichas dimensiones recogen únicamente la extensión que actualmente se lleva excavada, pero es más que probable que las dimensiones del complejo superen con creces dicha cifra. La villa, edificada sobre las antiguas estructuras del balneum fue dispuesta de una manera que las crecidas del arroyo no amenazasen la integridad de su estructura. La potencia de los muros de cierre del edificio eran el doble de gruesa que la del resto, a lo que hay que añadir la existencia de una pequeña presa, levantada aguas arriba del arroyo con lo que el caudal quedaba controlado y se aseguraba un torrente continuo de agua durante todo el año. Dicha presa solo ha sido documentada por lo que se hace necesaria una intervención de carácter arqueológico para determinar su momento de construcción. Por otra parte, no sería de extrañar que dicha estructura estuviese vinculada con el propio balneum y fuera, posteriormente, reutilizada por lo moradores de Fuente Álamo. 
Del estudio de la estratigrafía muraría se desprenden dos fases constructivas. En un primer momento se levanta la mayor parte del complejo residencial y de la pars rústica, cuya planta será respetada por la siguiente ampliación. Siendo a mediados del siglo IV y principios del siglo V cuando la villa sufre un importante recrecimiento en sus pavimentos, ve ampliadas sus estancias con la edificación de un posible mitreo o un tablinium y sus suelos son decorados con los singulares mosaicos que nos han sido legados. La pars rústica quedaría situada en el ala norte del edificio, constituida por un almacén de grandes dimensiones, a la que se le acoplan unos de menor tamaño, así como otros dedicados de manera exclusiva al almacenamiento de grano (horrea). En general, las habitaciones de esta parte de la villa se caracterizan por sus amplias dimensiones. La pars urbana, se extiende en sentido Norte-Sur. En el centro del edificio, encontramos la gran estancia que ha planteado la discordia en cuanto al uso como espacio de culto o zona de estudio. En el extremo más occidental de la villa y dispuesto sobre los muros del frigidarium y de algunas de sus instancias nos encontramos con el oecus. Entre el oecus y la instancia central se disponen los cubícula. Todas estas habitaciones estarían comunicadas entre sí, a través de un gran pasillo cubierto. Los suelos de todas las instancias de la villa se encuentran decorados por mosaicos polícromos de motivos geométricos. 
La villa se extendería hacia el margen izquierdo de lo que hoy es cauce seco del arroyo, a través de un pasillo de casi 30 metros de largo que daría acceso a otra serie de estancias. Por el momento, este espacio es el menos conocido ya que se ha visto afectado por las arriadas que ha sufrido el arroyo desde el abandono de la misma, futuras excavaciones podrían arrojar luz sobre este espacio.  
Aunque no se produce un abandono generalizado y contundente de la villa, sí podemos afirmar por la disposición del registro material y por el colapso de algunas estructuras que es, a partir de finales del siglo VI d. C cuando empieza la decadencia de la villa. Bien es cierto que algunas de sus estancias siguen mostrando evidencias de ocupación y de continuidad de la actividad humana en el entorno, aunque es ya a un nivel muy residual. Dicha fase se extendería durante el último período de la Tardoantigüedad y de los inicios de la Alta Edad Media, correspondientes con una ocupación en época visigoda de algunas estancias. Será, con la llegada de los árabes, a partir del siglo VIII cuando Fuente Álamo recupere una cierta actividad productiva, pero claramente alejado del modelo de vida que se desarrolló durante las fases de ocupación romana.

### Fase III (sigloVId. C-sigloXId.C.). Abandono y reocupación islámica

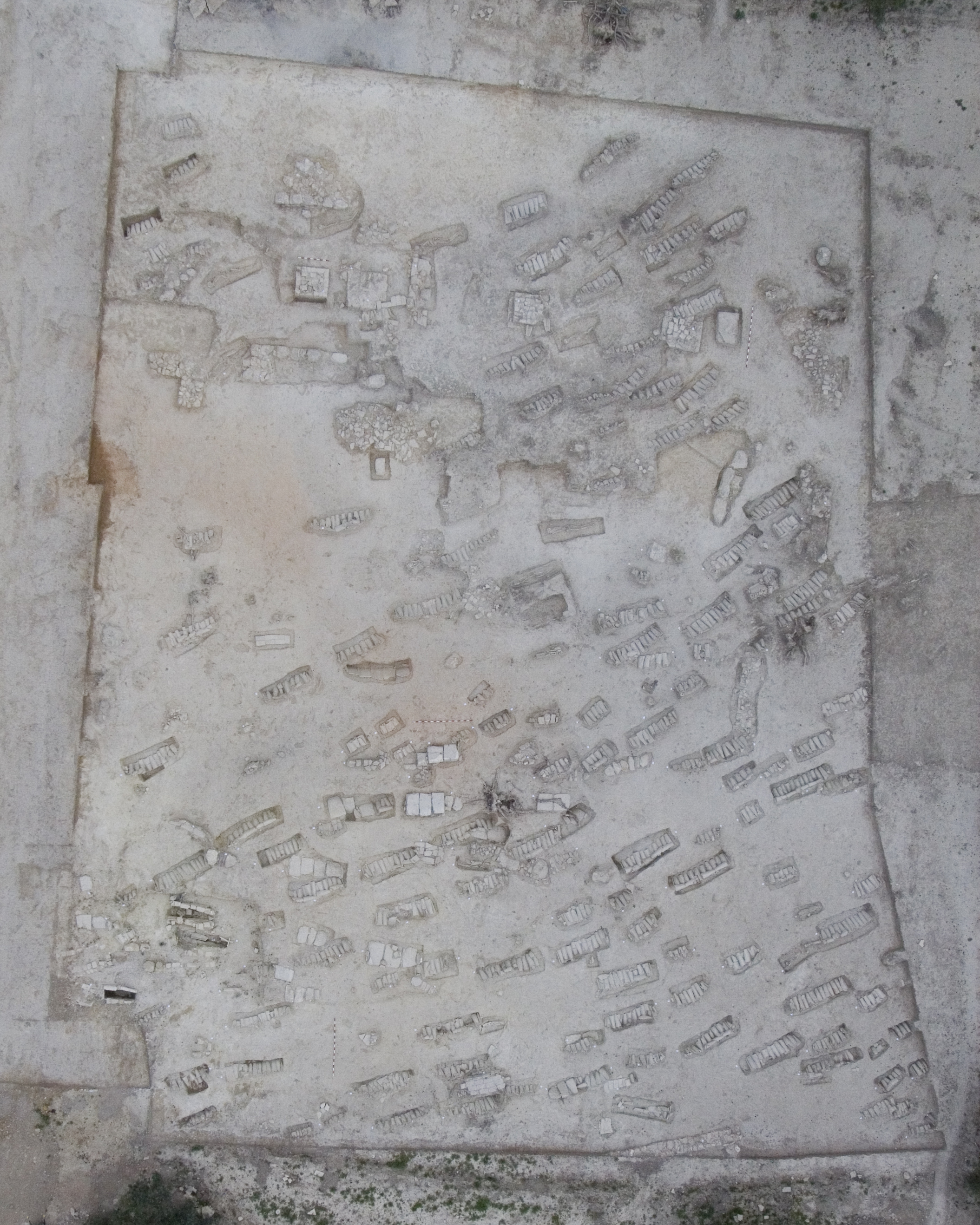
Vista aéra de la necrópolis durante su excavación entre las campañas de 2008-2009

A rasgo generales, esta tercera fase de ocupación de Fuente Álamo podría ser dividida en dos subfases. La primera de ellas, correspondería al momento de abandono de la villa, un hecho que se produjo de manera paulatina a finales del siglo VI y que estuvo en relación con el período de inestabilidad política y económica que sucede a la desaparición del Imperio Romano de Occidente y a las posteriores incursiones visigodas, también deberíamos de añadir los intentos de conquista bizantina de todo el litoral mediterráneo de la Península ibérica cuya presencia, al menos de manera secundaria, queda atestiguada en Fuente Álamo por la aparición de un exagium.
La actividad desarrollada en esta fase estaría relacionada con la explotación agrícola y ganadera del entorno. Evidencia de ello es la reutilización de algunas estancias de la villa como establos y por la construcción de muros de cierre para estabular al ganado. Durante este período, los moradores de Fuente Álamo ocupan las principales estancias de la parte noble de la villa, sobre los suelos de algunas de las principales salas instalaron hogares, cuya base de forma rectangular estaba construida con los propios materiales que obtenían de muros y columnas. En torno a ellos, podemos imaginar que tuvo lugar el desempeño de las principales actividades domésticas y de grupo.Se trata de un contingente humano claramente reducido, completamente desvinculado del modo de vida que en un momento anterior se desarrolló en la villa. Los nuevos moradores ocupan el espacio que aún permanece habitable y lo adaptan a sus necesidades. La ocupación será un hecho temporal, difícilmente podríamos confirmar si continuado o no en el tiempo, pero está claro que la explotación agrícola y ganadera es el motivo principal de su estancia en Fuente Álamo. 
La segunda fase da comienzo con la conquista islámica de la Península ibérica a partir del 711 d. C. Con la llegada de grandes contingentes humanos se produce la repoblación de muchas áreas, a la vez que se fundan nuevos asentamientos. Fuente Álamo será testigo de una de estas reocupaciones. Las cerámicas de época emiral documentadas en los niveles superiores en la mayor parte del yacimiento son testimonio de la temprana llegada de nuevas poblaciones a esta zona y del aprovechamiento que realizan de las infraestructuras preexistentes. 
La última fase, con una ocupación y actividad económica en Fuente Álamo se extiende hasta época califal. De estos últimos momentos son testigos la construcción de una almazara, la cual reaprovecha parte de las estructuras de la antigua pars rústica y la reestructuración de varios espacios de la villa, que nuevamente son adaptados a las necesidades de sus recientes moradores. 
Resultado de las últimas campañas de excavación fue el hallazgo de una gran necrópolis, la cual abarca todo el espacio cronológico de ocupación del yacimiento iniciándose en época romana hasta las últimas fases islámicas tal y como evidencian las tipologías de enterramiento y el ajuar encontrado multitud de estos. De grandes dimensiones, la necrópolis se extiende fuera de los límites del yacimiento no habiendo sido excavada en su totalidad contabilizando hasta el momento un total de 300 individuos exhumados.

### Fase IV. Abandono definitivo
A causa de la pérdida de información arqueológica en los niveles superiores, no podemos fechar de manera precisa el abandono definitivo del lugar. Los restos arqueológicos  más recientes en relación con espacios de hábitat han sido fechados para finales del siglo XI e inicios del siglo XII d. C, lo que nos daría el momento post quem al abandono del yacimiento. El final de la actividad humana en el lugar supuso el inicio de la degradación de las estructuras ediflicias de la villa, así como la intensificación de los procesos erosivos naturales. Las crecidas del arroyo debieron de arremeter contra los muros de la villa, provocando el final colapso de sus principales estructuras quedando sepultadas progresivamente por los sedimentos que estas aguas arrastaban. Desgraciadamente, el arroyo ha devorado el área central de la villa y de las instalaciones previas del balneum por lo que no es posible conocer cómo estaba distribuido dicho espacio. A la par que su destrucción, también ha supuesto la salvación del resto de estructuras pues estas han permanecido parcialmente ocultas durante centurias haciendo su posible su pervivencia hasta la actualidad. 
Estas tierras han sido explotadas para fines agrícolas desde tiempos modernos, por lo que el conocimiento de la existencia de viejas ruinas por parte de las poblaciones cercanas han sido una realidad todo este tiempo. La actividad humana en este lugar ha sido una realidad a lo largo de toda la Historia, con distinta intensidad según la fase a la que nos refiramos el elemento fundamental que ha propiciado una explotación humana de estas tierras es el agua. De hecho,dicho cauce del arroyo de Fuente Álamo fue canalizado y usado para el abastecimiento de la población de Puente Genil desde prácticamente la consolidación de la población a partir del siglo XVII y como abrevadero para el ganado criado en los campos cercanos.

## Musivaria romana del yacimiento

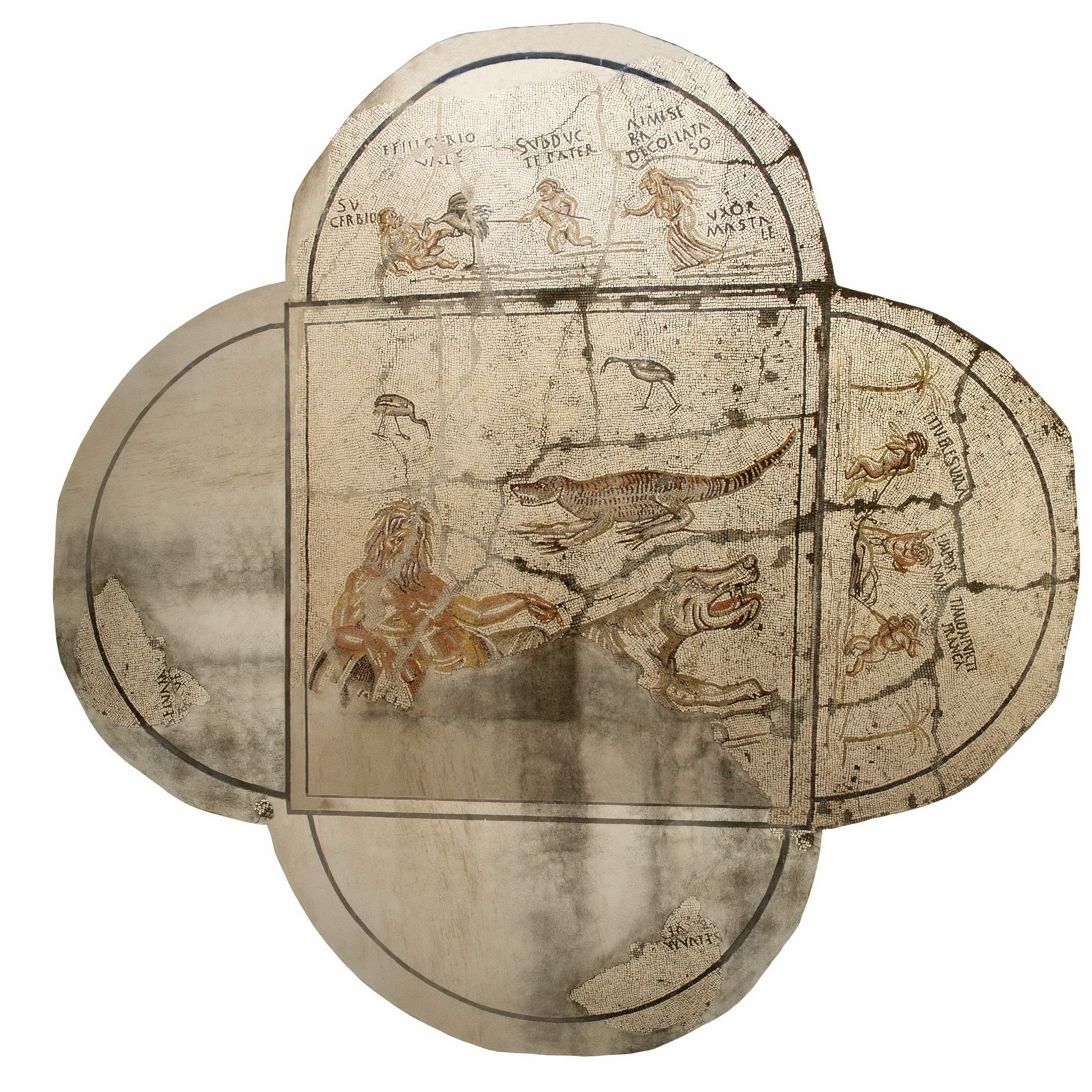
Nilótico de Fuente Álamo

Fuente Álamo nos ha legado una serie de mosaicos únicos, caracterizados por la  gran singularidad de la temática que en ellos se representa pues son pocos los ejemplos  que existen en la península ibérica. Aparte de estos últimos que decoran las partes más nobles de la villa, nos encontramos con un extenso número de mosaicos de tipo geométrico y polícromo que decoran el resto de estancias y pasillos. Por desgracia, el inexorable paso del tiempo junto al expolio incontrolado que ha sufrido el yacimiento durante décadas ha supuesto la pérdida de alguno de ellos y cuya existencia conocemos por los dibujos que Antonio Aguilar y Cano realizó en sus estudios de Fuente Álamo.
Uno de los mosaicos más destacados lo encontramos en el área sur de la villa, cimentando sobre el basamento del caldarium posiblemente pudo haber decorado el pavimento de la sauna de la villa. Dicho mosaico destaca por su temática, en este caso se representa una escena de tipo nilótico. Aunque el motivo figurativo del mosaico sea conocido en otras villas romanas, la singularidad del que podemos contemplar en Fuente Álamo viene dada porque los personajes representados establecen un diálogo entre sí. Actualmente, y por motivos de seguridad, el mosaico se encuentra depositado en el Museo Arqueológico de Córdoba, mientras que en la villa el visitante podrá observar una reproducción exacta del mismo.
El oecus es uno de los espacios con una decoración más esmerada, se encuentra decorado por tres mosaicos que junto al nilótico componen la musivaria de mayor relevancia del yacimiento. Los mosaicos de este espacio muestran un excelente estado de conservación caracterizándose por la singularidad de la temática, pues son escasos en la península ibérica los ejemplos de villas romanas con este tipo de mosaicos.

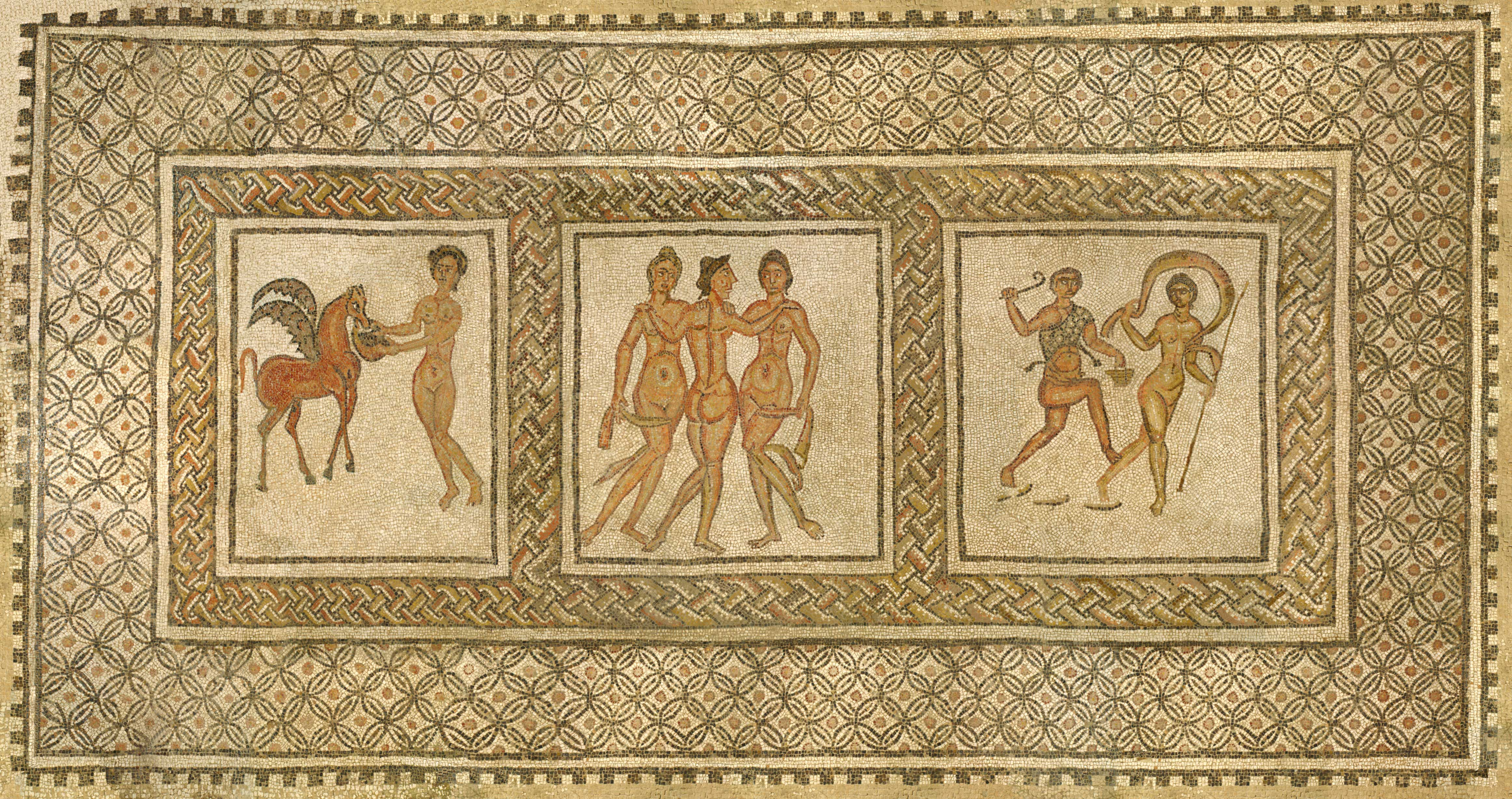
Las Tres Gracias de Fuente Álamo.

En el acceso al salón se dispone el mosaico conocido como Las Tres Gracias, una temática recurrente a lo largo de la historia y que tiene reflejo también en Fuente Álamo. Compuesto por una serie de tres escenas, en cada una de ellas se puede contemplar una serie de actos bien diferenciados. De izquierda a derecha, nos encontramos con la representación del caballo alado o Pegasus siendo alimentado por una ninfa. En la escena intermedia, se observa a las Tres Gracias (Aglae, Eufosine y Talía) insinuado, por la torsión de su cuerpo la realización de un baile o danza. La última escena muestra al clásico sátiro persiguiendo a una ninfa.

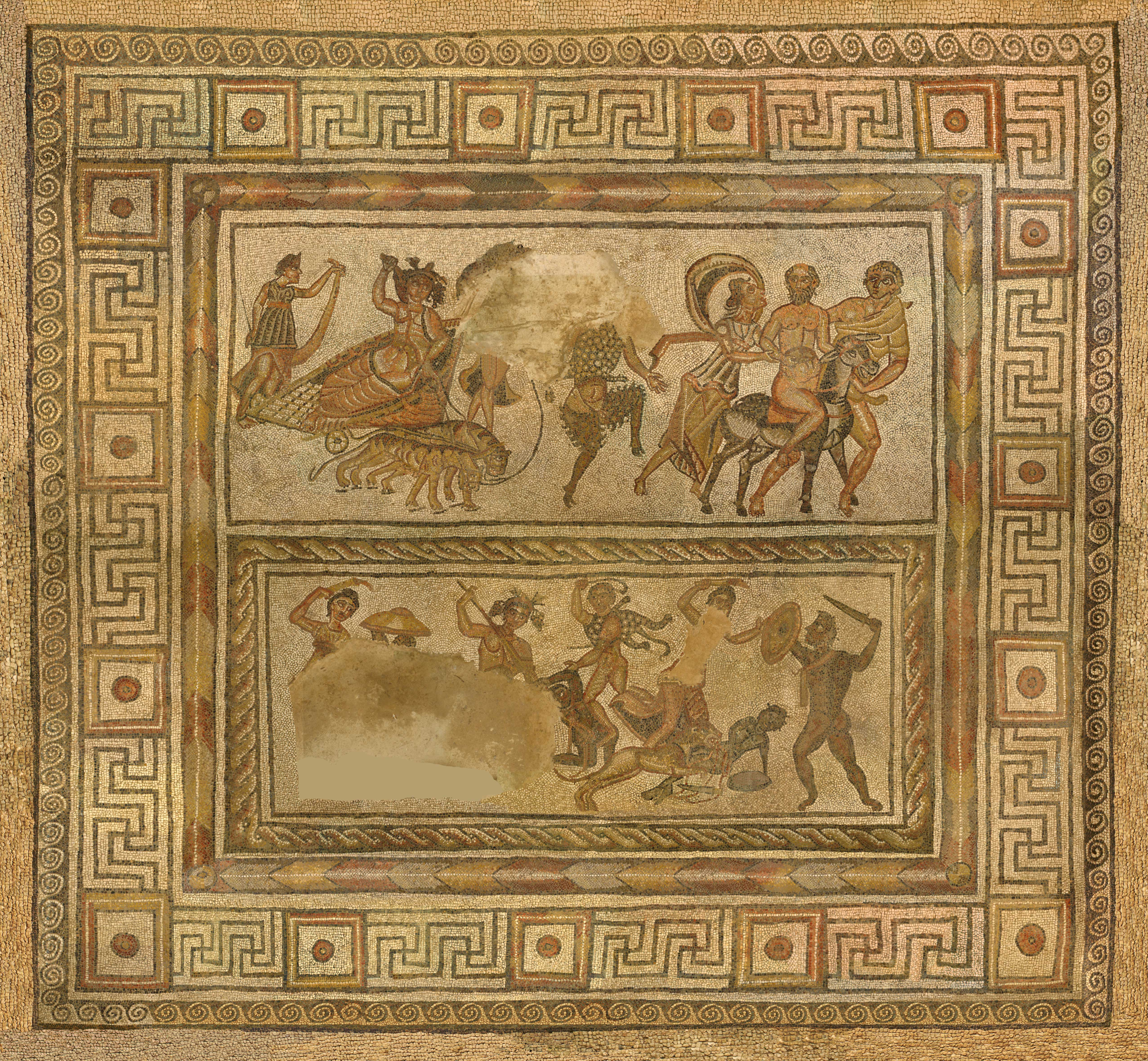
El Triunfo de Baco de Fuente Álamo

En el área central del oecus, el mosaico que se decidió instalar representa una escena de tipo báquico, denominada "El Triunfo de Baco". Dividido en dos partes principales, el mosaico narra la conquista de Baco de la India. En la escena inferior se representa la conquista de la India, Baco es seguido de sátiros y ninfas los cuales se lanzan al ataque contra los indios que se defienden infructuosamente. En la escena superior, Baco, montado sobre un carro tirado por tigresas se pasea triunfante. Lo acompañan Sileno, su anciano instructor y el dios Pan en el centro de la escena. Además, Ariadna, su amante, aparece representada en la mujer que acompaña a Baco. 
La estancia queda rematada por un ábside cubierto con mosaico que representa una venera, subdividida en 28 gallones y finalizada en su base por una serie de ondas que pretenden simular las olas del mar. El mosaico se encuentra enmarcado por una cenefa de roleos espirales de acanto.

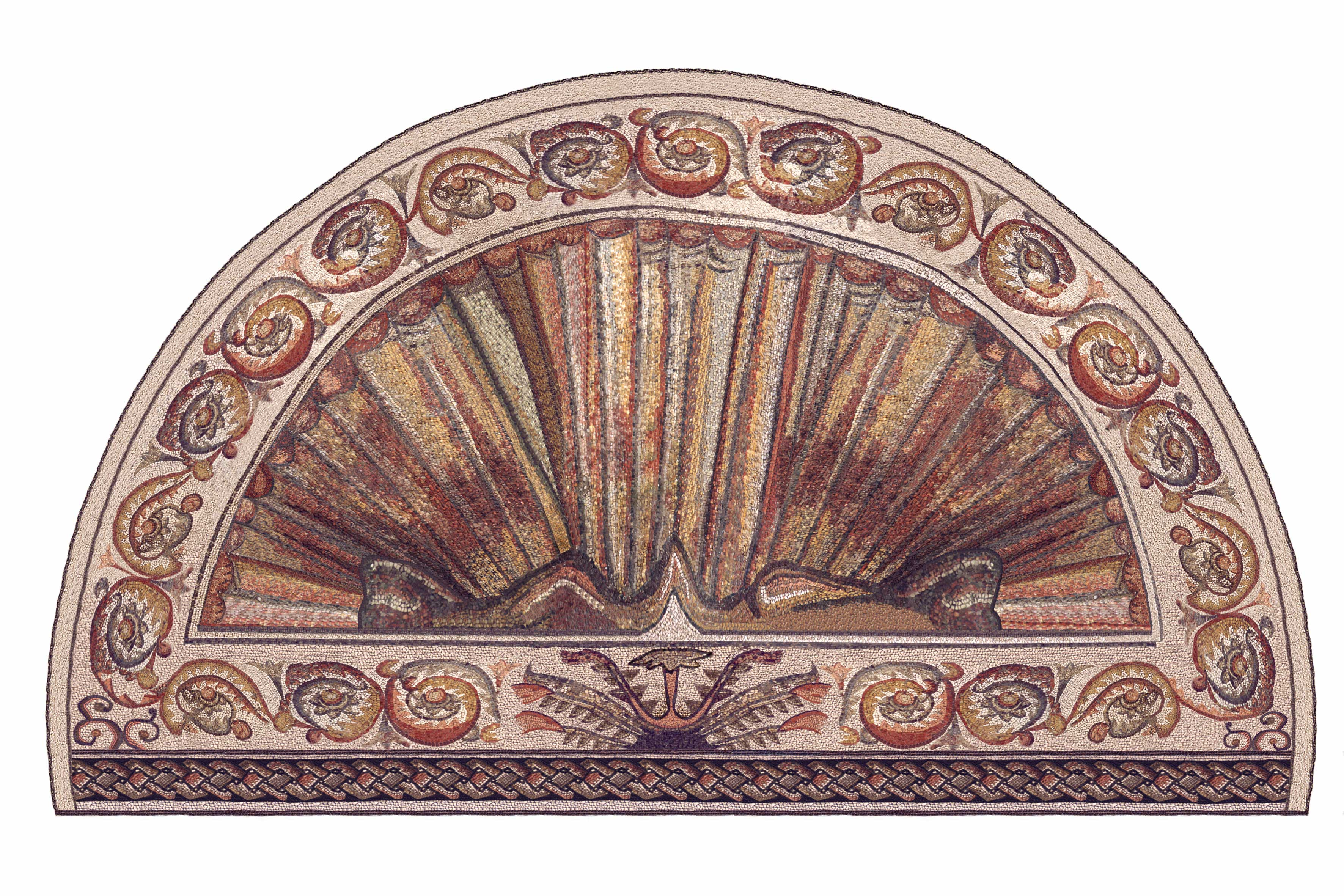
Ábside del oecus de Fuente Álamo

## Gestión del yacimiento y actividades
Actualmente el yacimiento está bajo la gestión del consistorio municipal, a cargo del cual se encuentra un equipo interdisciplinar. El centro cuenta con varias salas dotadas de paneles expositivos y pantallas interactivas con las que el visitante puede acercarse a la Historia de Roma y al modo de vida de sus gentes, así como una introducción a la Arqueología y a su método. Por otra parte, y aprovechando la existencia del centro, se realizan multitud de actividades y eventos entre los que destacan las Noches en la Villa, con actividades nocturnas realizadas durante los meses de verano, así como talleres de formación y representaciones históricas y teatrales.
Las visitas al yacimiento pueden ser concertadas a través de su página web, rellenado los formularios dispuestos para tal efecto así cómo realizar cualquier consulta que se desee hacer.